# Джун
Джун (узб. Jo‘n, Жўн) — крупный канал (арык) в Ташкенте и Ташкентской области, правый отвод канала Салар. Один из древних каналов региона, является естественным протоком реки Чирчик, преобразованным в канал.
По течению Джуна располагались одни из первых поселений на территории Ташкентского оазиса, в том числе, городище Шаштепа, с возникновением которого связывают 2200-летний возраст Ташкента. Разновидность каунчинской археологической культуры, отмеченная для побережья канала (III—IV века н. э.), получила название джунской.

## Общее описание
Длина Джуна составляет 54 км. Ширина канала на различных участках составляет 4—9 м, глубина при максимальном водопропуске достигает 2—3,5 м. Расход воды в головном сооружении достигает 32,0 м³/с.
На всём протяжении Джун ориентирован с северо-запада на юго-восток, но русло имеет большое количество изгибов. Реконструкция канала, начатая с 1927—1928 годов, позволила спрямить и удлинить его. Берега во многих местах обрывистые, на участке верхнего течения бетонированы.

## Течение канала
Джун берёт начало от Джун-Саларского водоотделителя, немедленно за впадением в Салар канала Бурджар. Водоотделитель расположен на юго-западной окраине Ташкента, у пересечения улицы Чаштепа и Новосергелийского шоссе.

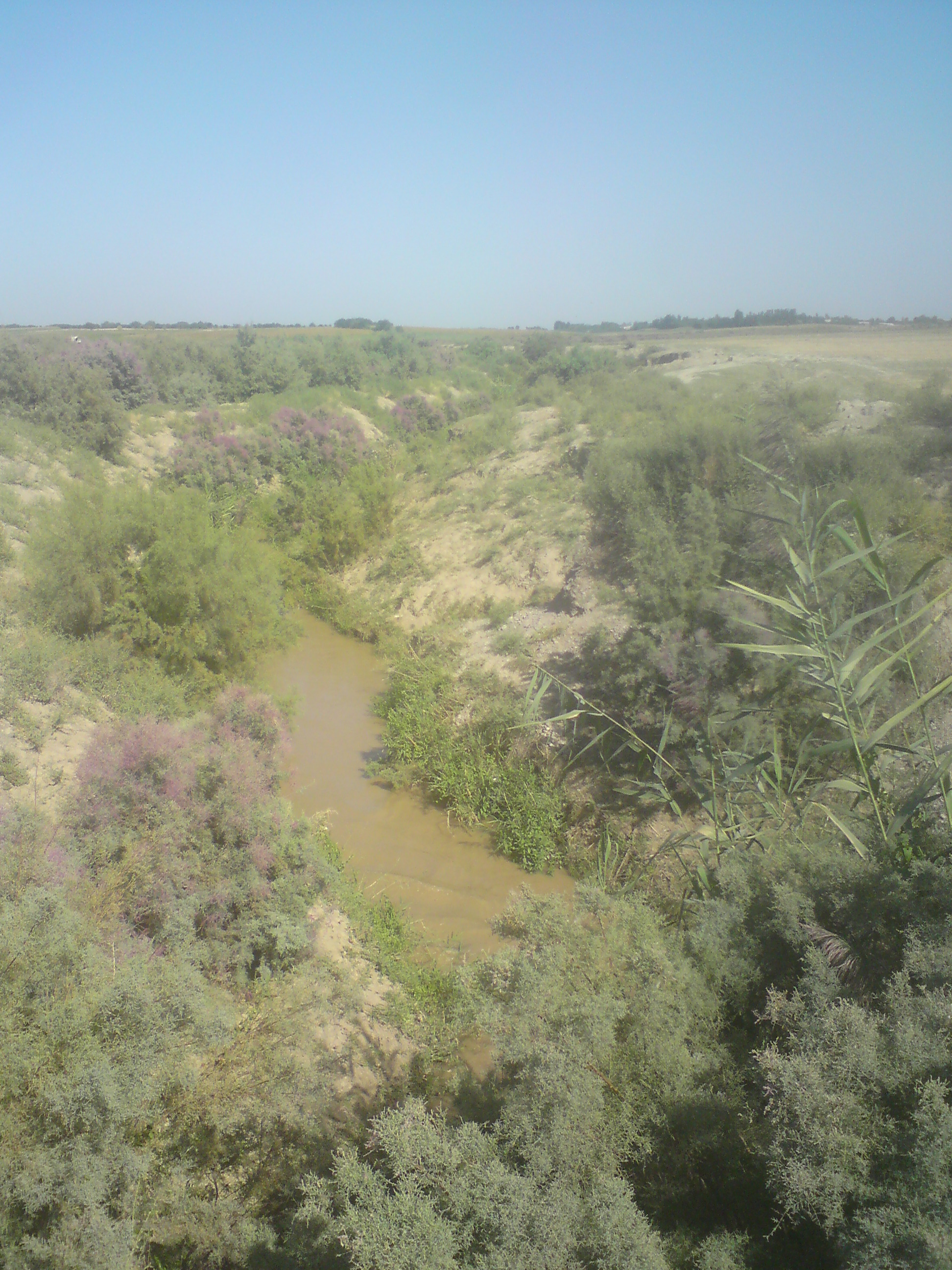
Заросли гребенщика на берегу Джуна. Немного выше впадения в Бозсу

В пределах столицы канал проходит по территории Сергелийского тумана (района), между улицей Чаштепа и каналом Салар. Выходя за границу города, течёт по Зангиатинскому и Янгиюльскому районам Ташкентской области, городу Янгиюль. Пересекает автодороги М-34 и М-39 (Большой Узбекский тракт), железнодорожные линии Ташкент — Самарканд и Келес — Узбекистан.
Согласно «Национальной энциклопедии Узбекистана», на территории Янгиюльского района Джун распадается на несколько арыков. Согласно работе «У истоков древней культуры Ташкента», Джун вливается в Бозсу. Точка впадения вод Джуна в Нижний Бозсу расположена на границе Узбекистана и Казахстана, близ населённого пункта Кумчуккуль. Часть вод достигают канала Каракульдук.

## Хозяйственное использование
Джун даёт начало большому количеству оросительных каналов. В Янгиюльском районе орошает земли площадью 20 000 гектаров.
В 1927—1928 годах канал полностью обеспечен гидротехническими сооружениями.

## Отводы Джуна
Отводом Джуна является крупный арык Туябугыз, протекающий по территории Зангиатинского района.
Несколько выше окончания, близ пересечения с автодорогой M-39, отходит канал Большой Джун, который течёт в южном направлении, в сторону железнодорожной станции Алмазар.

## Джунская культура
Джунская культура выделена как разновидность каунчинской культуры по археологическим находкам Г. В. Григорьева, М. Э. Воронца и Т. Г. Оболдуевой в 1937—1939. Носителями культуры являлись земледельцы и скотоводы, жившие на побережье канала в III—IV веках нашей эры.